# آندریا بافلی
آندریا بافلی (انگلیسی: Andrea Boffelli؛ زادهٔ ۱۴ مارس ۱۹۹۷) بازیکن فوتبال است.
از باشگاه‌هایی که در آن بازی کرده‌است می‌توان به باشگاه فوتبال ارورا پرو پاتریا ۱۹۱۹ اشاره کرد.